# کوتا (اکلاهما)
کوتا(به انگلیسی: Keota) شهری در ایالت اکلاهما کشور ایالات متحده آمریکا است که جمعیت آن در سرشماری سال ۲۰۱۰ میلادی، ۵۶۴ نفر بوده‌است.